# Pseudogyrtona albicornea
Pseudogyrtona albicornea är en fjärilsart som beskrevs av George Francis Hampson 1926. Pseudogyrtona albicornea ingår i släktet Pseudogyrtona och familjen nattflyn. Inga underarter finns listade i Catalogue of Life.